# Äppelbo
Äppelbo is een plaats in de gemeente Vansbro in het landschap Dalarna en de provincie Dalarnas län in Zweden. De plaats heeft 261 inwoners (2005) en een oppervlakte van 104 hectare.

## Verkeer en vervoer
Bij de plaats loopt de E16/Riksväg 66.
De plaats heeft een station aan de spoorlijn Repbäcken - Särna.